# 205698 Troiani
205698 Troiani este o planetă minoră (asteroid) din Mars-crossing asteroid⁠(d). A fost descoperită pe 8 ianuarie 2002 la  de Berton L. Stevens⁠(d). 
Obiectul prezintă o orbită caracterizată de o semiaxă mare de 2,3514019044067 UAi, o excentricitate de 0,29, o înclinație de 20,9 ° în raport cu ecliptica.